# Mary Cassatt

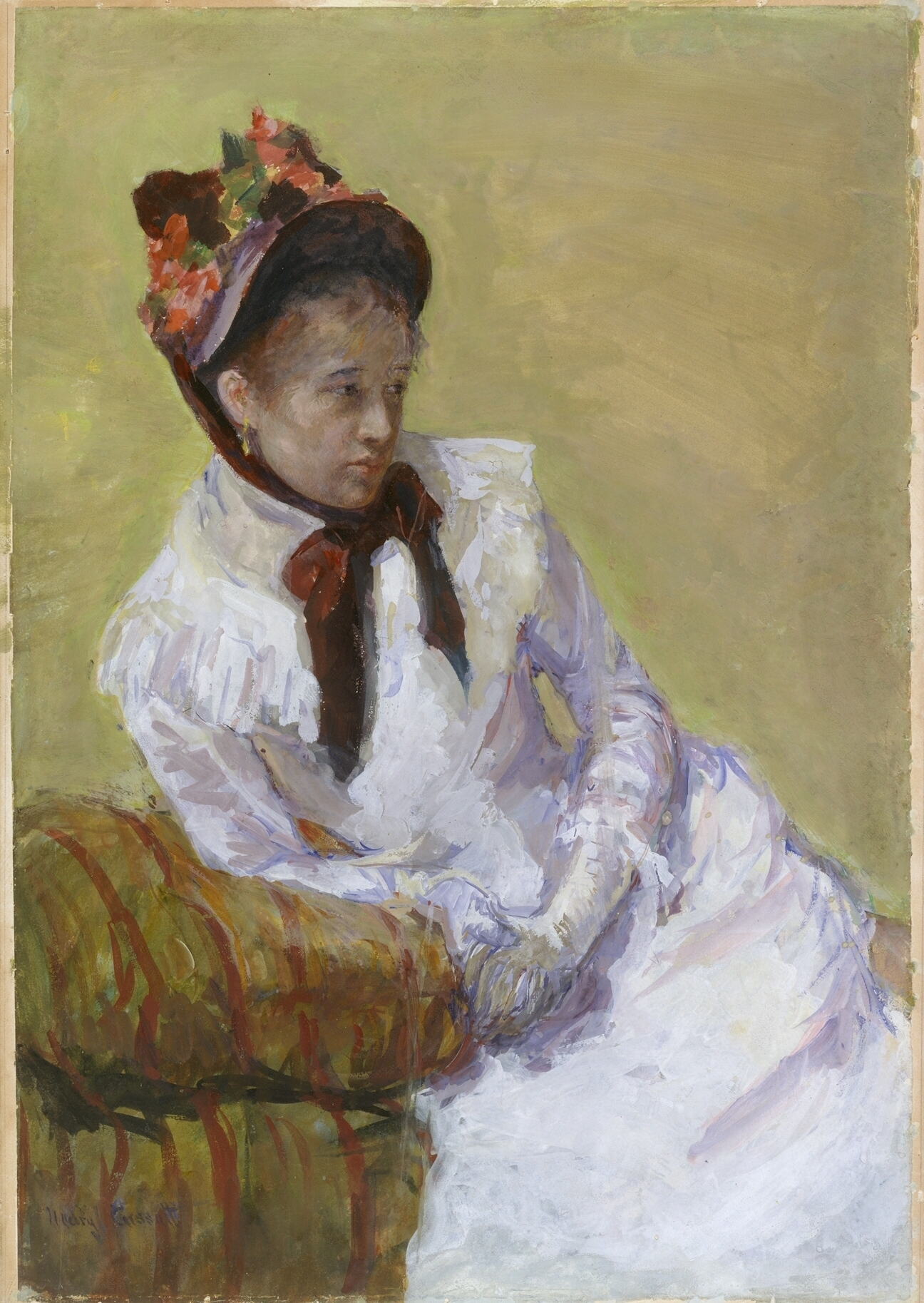
Selbstporträt von Mary Cassatt (1878)

Mary Stevenson Cassatt (* 22. Mai 1844 in Allegheny, Pennsylvania, USA; † 14. Juni 1926 im Schloss Beaufresne, Le Mesnil-Théribus, Département Oise, Frankreich) war eine US-amerikanische Grafikerin und Malerin des Impressionismus. Sie gilt neben Eva Gonzalès, Berthe Morisot und Marie Bracquemond als eine der vier bedeutendsten Impressionistinnen des neunzehnten Jahrhunderts.

## Leben und Werk
Mary Cassatt war Tochter von Katherine Kelson Johnston und Robert S. Cassatt, einer aus dem Geldadel Pennsylvanias stammenden Bankiersfamilie. Schon in sehr jungen Jahren, während eines vierjährigen Aufenthalts der Familie in Europa, lernte sie die Kunstschätze europäischer Galerien kennen. Gegen den Wunsch ihres Vaters entschloss sie sich, Malerin zu werden. Von 1861 bis 1865 studierte sie an der Pennsylvania Academy of Fine Arts in Philadelphia.
Seit 1874 lebte sie in Frankreich, setzte zunächst in Paris ihre Studien im Atelier von Jean-Léon Gérôme fort, beendete aber bald darauf ihre akademische Ausbildung („Der Unterricht der Museen ist genug“). Mit großer Intensität studierte sie in Frankreich, Italien und Spanien die Gemälde großer Meister wie Correggio, Velázquez, Tizian und Rubens. Neben der Malerei beschäftigte sie sich auch mit Keramik.
Ihre eigenen Bilder fanden Anerkennung und wurden mehrfach im Pariser Salon ausgestellt. Der Maler Edgar Degas veranlasste sie dazu, sich der neuen Bewegung der Indépendants (später Impressionisten) anzuschließen. „Ich habe mit Freude angenommen. ... Ich lehnte die konventionelle Kunst ab. Ich fing an zu leben.“ Mit Degas war sie jahrelang eng befreundet und stand ihm mehrfach Modell. Von 1879 bis 1886 stellte sie regelmäßig zusammen mit den Impressionisten aus und trug auch wesentlich dazu bei, dass der Impressionismus in Amerika frühzeitig populär wurde. Schon 1877 riet sie ihrer Freundin, der wohlhabenden New Yorkerin Louisine W. Havemeyer, Bilder von Edgar Degas und Claude Monet zu erwerben. Es waren wahrscheinlich die ersten impressionistischen Bilder, die in die USA gelangten. Der Kernbestand dieser Sammlung gelangte 1929 zusammen mit Werken alter Meister in den Besitz des Metropolitan Museum in New York. Später beriet Cassatt auch Bertha Honoré Palmer aus Chicago beim Aufbau ihrer Kunstsammlung, die heute im Art Institute of Chicago zu sehen ist.
Ihr künstlerisches Hauptthema – wie es auch Berthe Morisot beschäftigte – ab 1886 waren Frauen, insbesondere das Thema „Mutter und Kind“. In ihren Bildern erscheinen sie in allen erdenklichen Situationen im Rahmen der bürgerlichen Lebensweise gegen Ende des 19. Jahrhunderts – gemeinsam mit ihren Kindern oder lesend, beim Tee, in der Oper. Cassatt wählte bewusst ein Motiv, um sich von Degas, der großen künstlerischen Einfluss auf sie ausübte, freizumachen. Häufig wählte sie die Oper als Motiv, da der mit Kunstlicht versehene Ort eine besondere Faszination auf Cassatt ausübte. Neben den Ölgemälden in der Oper fertigte sie auch Pastelle, bei denen sie mit metallischen Farben experimentierte, um die schillernde Theateratmosphäre festzuhalten.

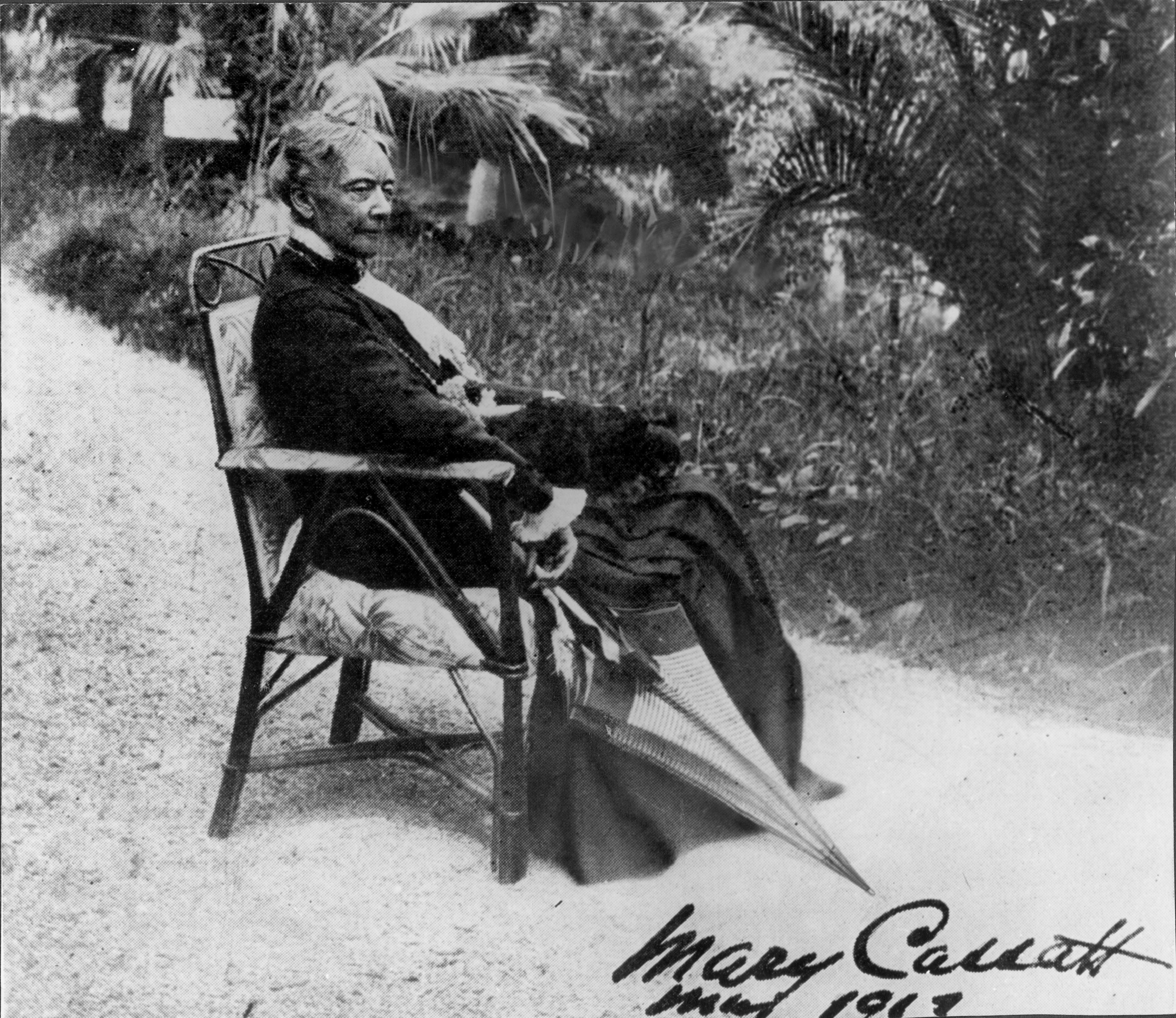
Mary Cassatt (1913)

Seit 1877 lebten auch ihre Eltern und ihre Schwester in Paris. Mary hatte nun 18 Jahre lang neben ihrer künstlerischen Arbeit noch für einen größeren Haushalt zu sorgen. Dennoch fand sie Zeit, junge Kunststudentinnen zu inspirieren, zu ermutigen und großzügig zu unterstützen. In den 1880er Jahren wandte sich Cassatt neben der Malerei der Grafik zu. Ihr gesamtes grafisches Werk umfasst etwa zweihundertachtzig Arbeiten. Nachdem sie 1890 in Paris japanische Farbholzschnitte gesehen hatte, versuchte sie sich mit Erfolg auch auf diesem Gebiet. Ihre Serie von zehn Farbdrucken bildete einen wichtigen Teil ihrer 1893 in der Galerie Durand-Ruel gezeigten erfolgreichen Einzelausstellung, in dieser Galerie hatte sie bereits 1891 Arbeiten präsentiert.
1898 wurden ihre Arbeiten in der New Yorker Zweigstelle der Galerie gezeigt.
1892 wurde Cassatt mit der Bemalung des Nordtympanons des Kolumbianischen Pavillons auf der Chicagoer Weltausstellung 1893 beauftragt. 1894 erwarb die Künstlerin Schloss Beaufresne an der Oise, welches neben ihrem Pariser Atelier Dreh- und Angelpunkt für Kunstbegegnung wurde.
1904 wurde sie als Ritter in die französische Ehrenlegion aufgenommen. 1913 nahm sie an der Armory Show in New York City teil. 1914 wurde sie mit der Goldmedaille der Pennsylvania Academy of the Fine Arts (PAFA) ausgezeichnet. Zuvor hatte sie zwei weitere Preise, den Lippincott-Preis der PAFA  sowie den Harris-Preis des Art Institute of Chicago abgelehnt, da dieser ihr unvereinbar mit ihrem Kunstverständnis erschien.
Der Verlust der Sehfähigkeit beendete 1914 ihre Zeit als Malerin.

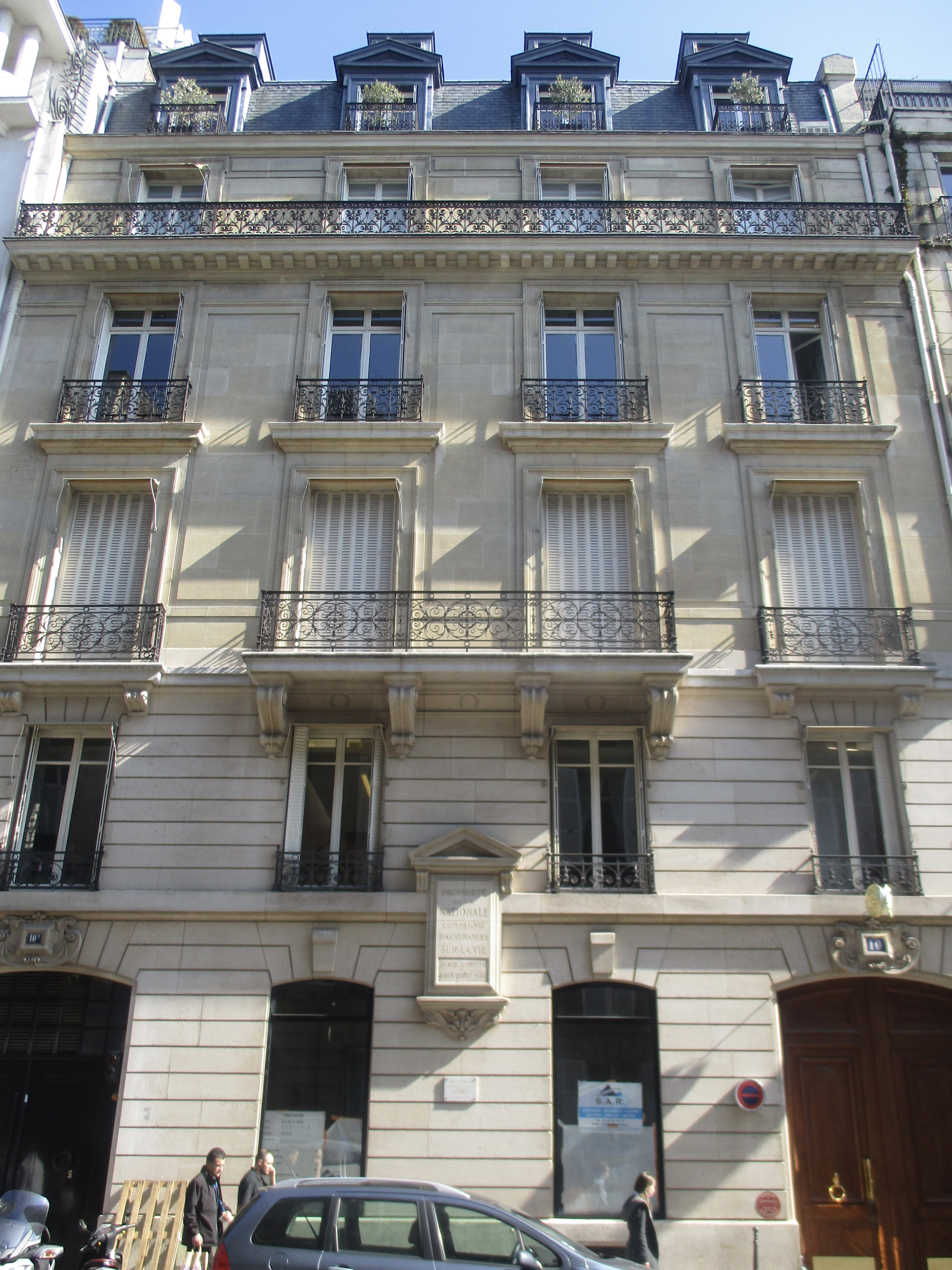
Das Haus in 10, rue de Marignan (Paris), in dem Mary Cassatt von 1887 bis zu ihrem Tod lebte
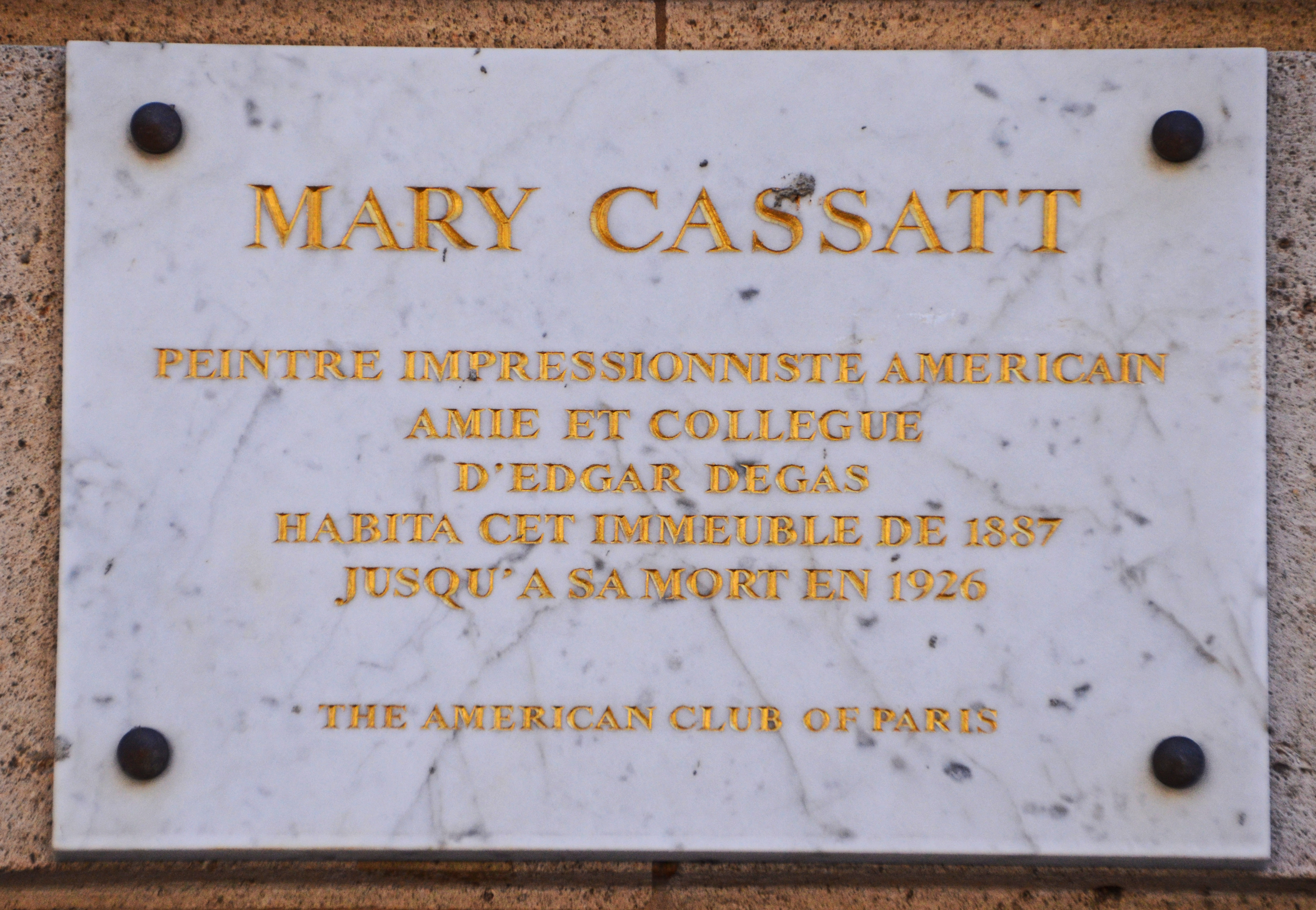
Plakette am Haus 10, rue de Marignan

## Bilder (Auswahl)

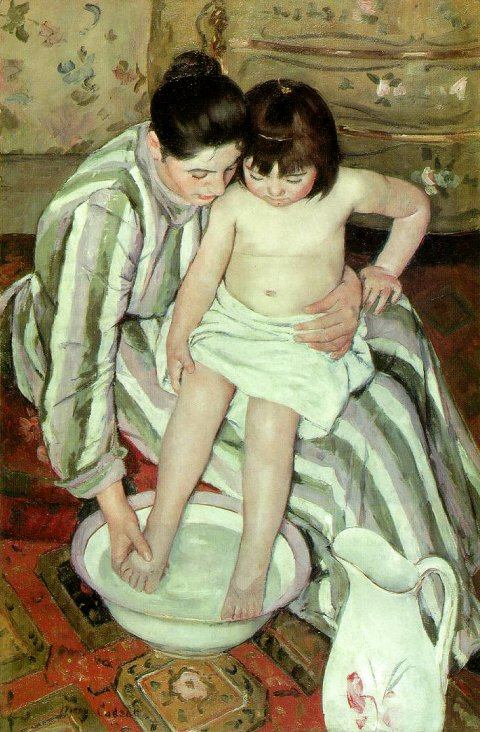
La Toilette, Art Institute of Chicago
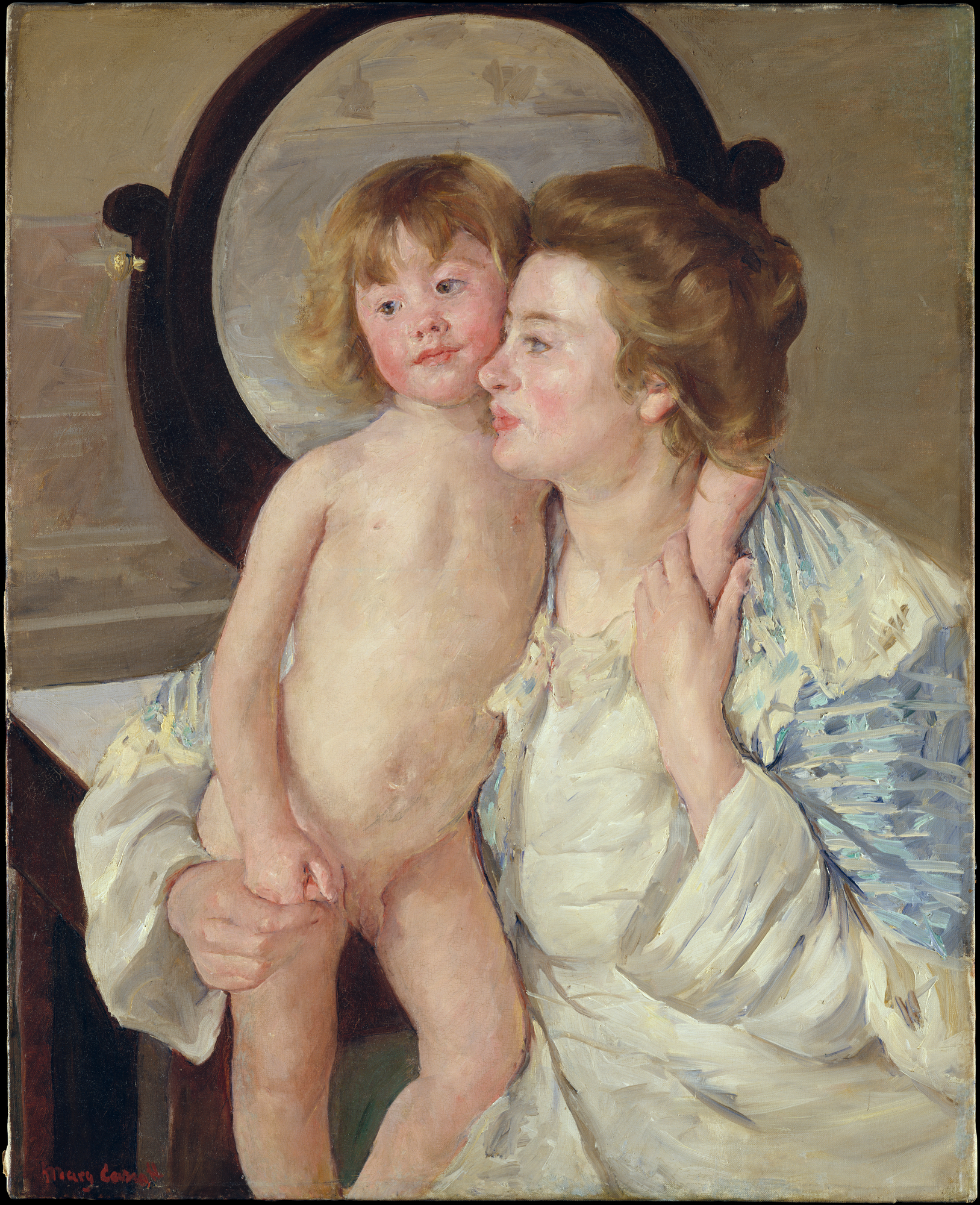
Mutter und Kind, The Metropolitan Museum of Art, New York
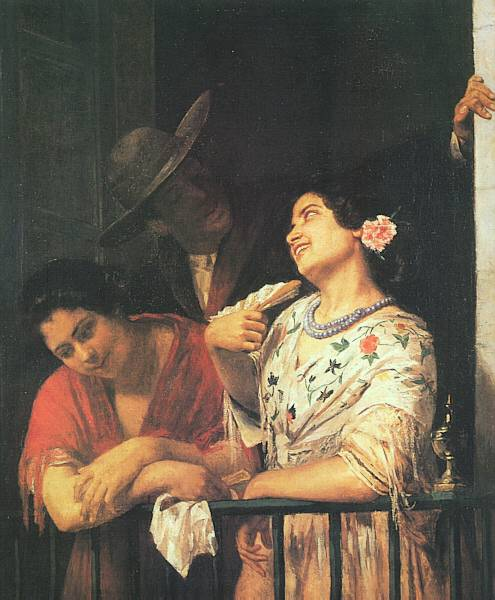
Auf einem Balkon während des Karnevals, Philadelphia Museum of Art
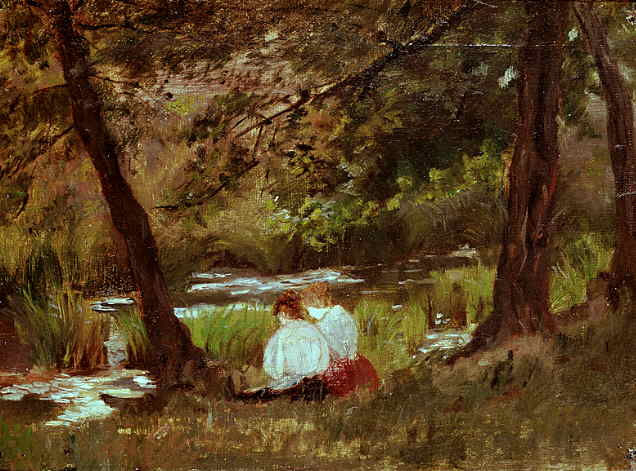
Zwei am Strom sitzende Frauen
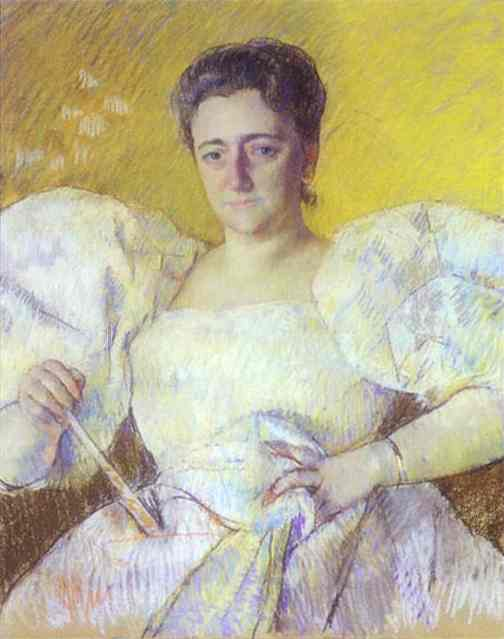
Louisine W. Havemeyer, Shelburne Museum
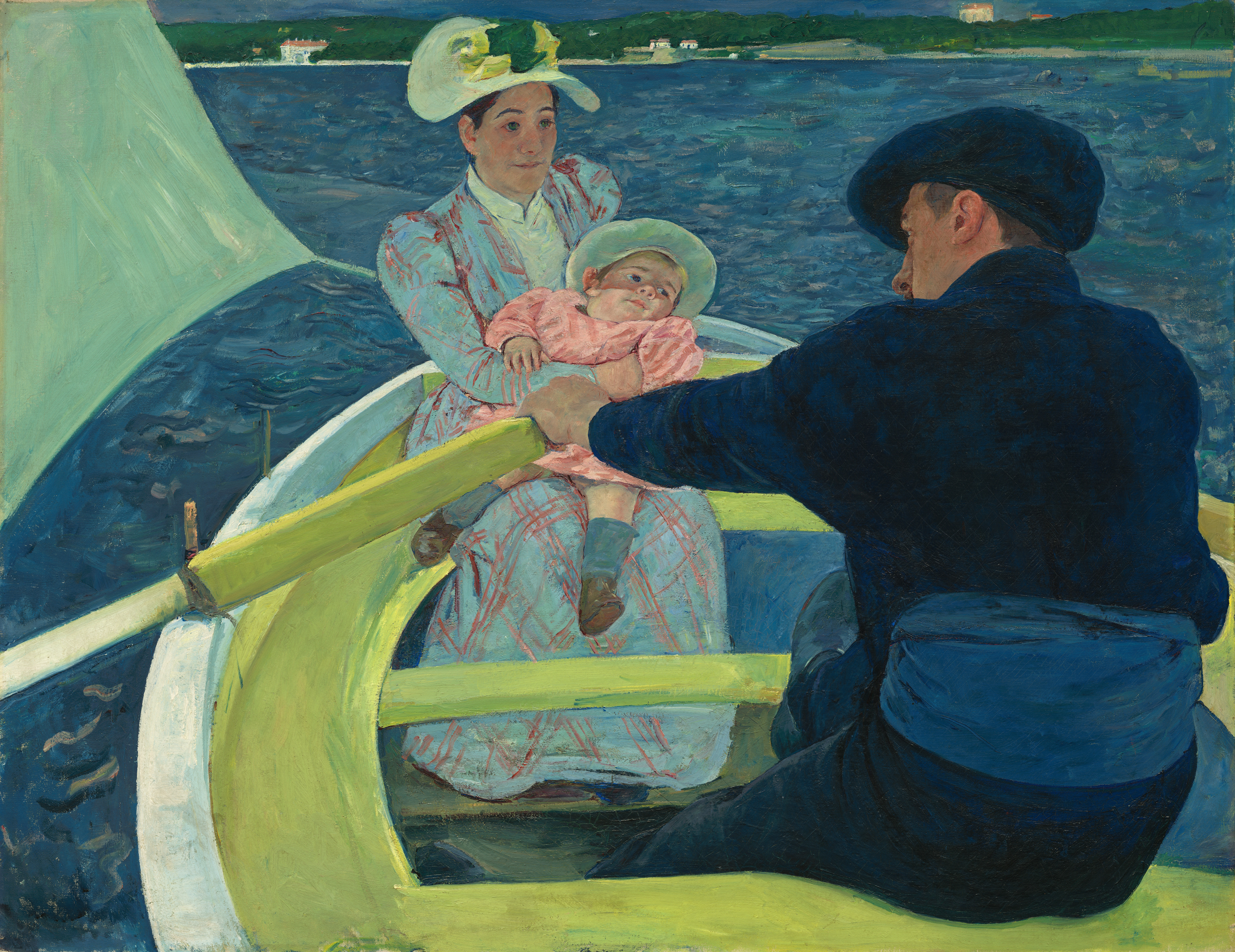
Die Bootsfahrt, 1893/94, National Gallery of Art, Washington
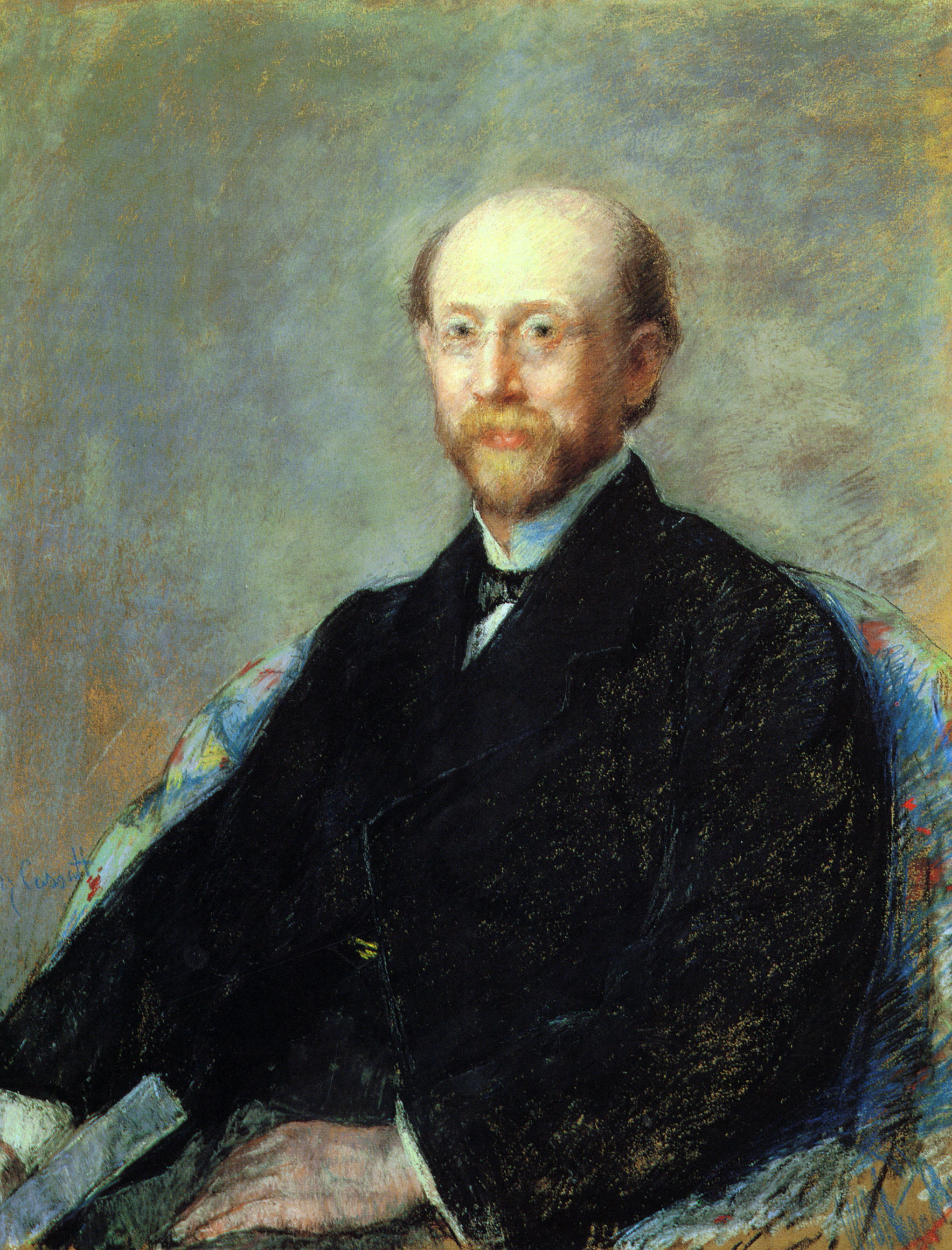
Moise Dreyfus
Die Loge, 1882, National Gallery of Art, Washington
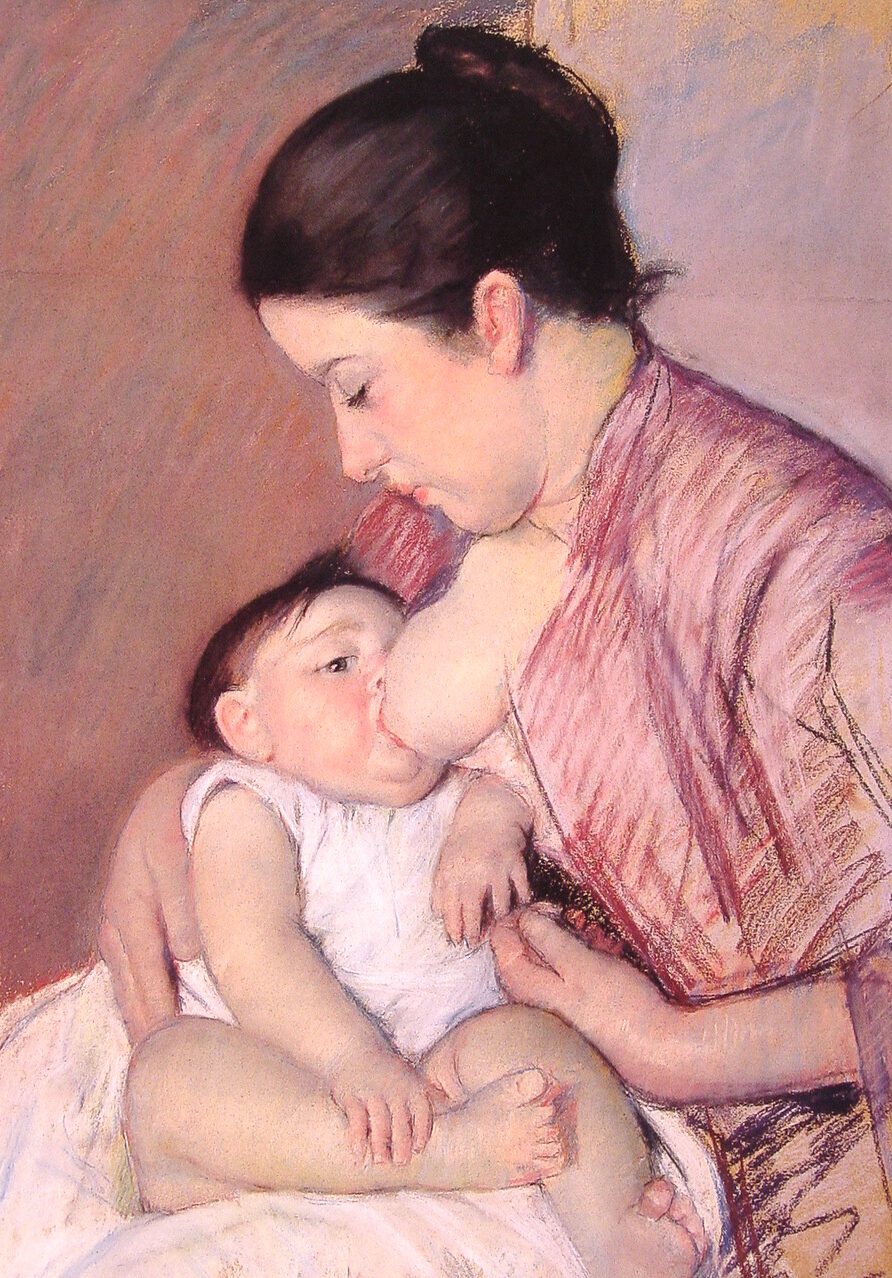
Frau beim Stillen eines Säuglings, 1890
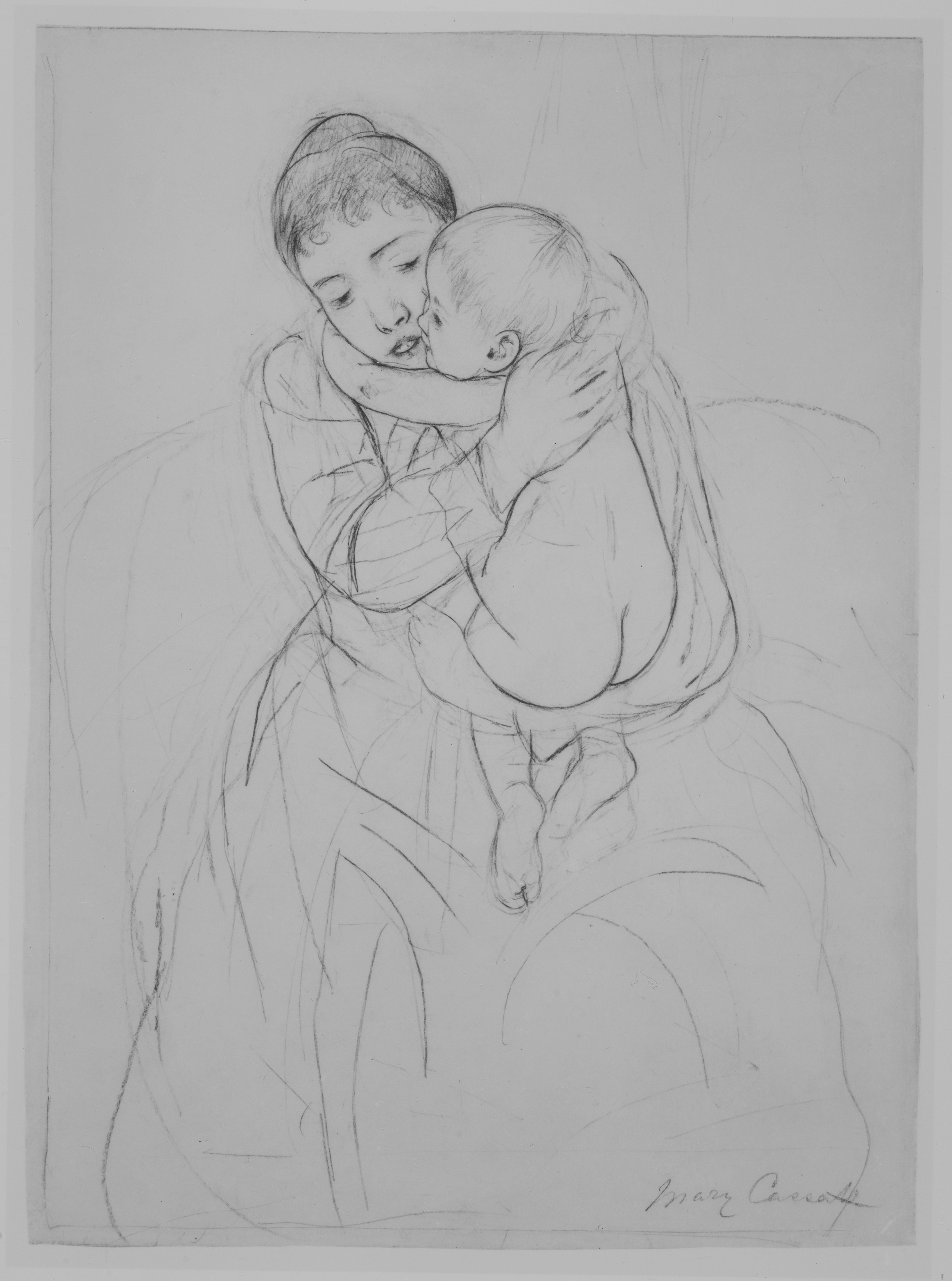
Maternal Caress (Mütterliche Liebkosung), um 1891, Metropolitan Museum of Art
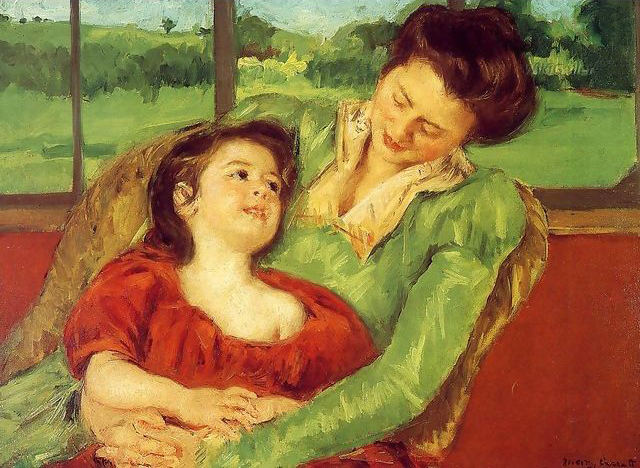
Mère et enfant (Reine Lefebre and Margot before a Window), um 1902. Das Gemälde wurde in der Armory Show ausgestellt.

## Film-Dokumentation
- Mary Cassatt. Painting the Modern Woman. Regie: Ali Ray, UK, 93 Minuten, 2023